# Saturiwa
Saturiwa (Saturiba, Satouiroua) /Značenje nepoznato/, pleme Timuquanan Indijanaca s ušća rijeke St. Johns kod današnjeg Jacksonvillea, na sjeveroistoku Floride. Saturiwe su bili sjedilačko pleme, s nekih 30 sela, čija je populacija 1500. iznosila oko 3,000. Posljednji ih spominje biskup Calderon 1680. nakon čega nestaju iz povijesti.
Pleme Saturiwa posjetio je (možda prvi) 1562. francuski pomorac i kolonizator Jean Ribault, a već 1564. na njihovom teritoriju niknula je utvrda Fort Caroline. Saturiwe su u dobrim odnosima s Francuzima, a njihov poglavica Saturiwa pomaže im (1567.) u napadima na Španjolce. Ovo je vjerojatni razlog što su Španjolci nagovorili deset godina kasnije (1577) Indijance Utina ili Timucua da ih napadnu, nakon čega će uskoro biti podjarmljeni od Španjolaca. Saturiwe su nakon ovog poraza misionizirani i smješteni na misiju San Juan del Puerto koju je utemeljio španjolski misionar rodom iz iz Auñona, Francisco de Pareja. U sljedećem stoljeću (1617) pogađaju ih boginje. Premda su prethodno plemena Utina (Outina), Potano i Saturiwa (što su i nazivi njihovih poglavica) bili na ratnoj nozi, Indijanci se ujedinjuju pa 1656. dolazi do Timucua ustanka kojeg su poveli protiv španjolskog kolonijalnog sistema. Kasnije se više o njima neće čuti osim na calderonovom popisu misija, a njihova daljnja sudbina vjerojatno je ista kao i ostalih Timucua plemena. 
Plemena Saturiwa i Mocama nazivani su kolektivno prema svome lokalitetu i Saltwater Indijanci.

## Vanjske poveznice
- Saturiwa  Arhivirana inačica izvorne stranice od 11. svibnja 2008. (Wayback Machine)